# Simply Brass
Kvintet Simply Brass je hrvatski komorni puhački sastav.

## Povijest
Puhački kvintet Simply Brass osnovan je 2006. godine u Zagrebu. Članovi kvinteta do danas su održali brojne zapažene koncerte diljem Hrvatske i u inozemstvu, uspješno popularizirajući glazbu mnogih domaćih i stranih autora skladanu za takav komorni sastav. 
Kvintet Simply Brass svira vrlo raznolik program: publici su uvijek zanimljive njihove izvedbe izvornih djela suvremenih skladatelja, ali i obrade popularnih skladbi iz razdoblja baroka, klasike i romantizma, tradicionalnih crnačkih duhovnih pjesama te jazz i pop melodija.
Tijekom 2010. članovi kvinteta Simply Brass su snimili i, u suradnji s diskografskom kućom Cantus, objavili nosač zvuka Camminate s djelima hrvatskih skladatelja. Do danas su ostvarili i zapaženu suradnju sa Simfonijskim puhačkim orkestrom Oružanih snaga RH, nastupajući na koncertima u Koncertnoj dvorani Vatroslava Lisinskog u Zagrebu te na Velikogoričkom Brass festivalu, na kojem su postali i rezidencijalni ansambl.
Među najznačajnijim dosadašnjim inozemnim nastupima kvinteta svakako su koncerti održani u listopadu 2011. na Julliard School of Music u New Yorku: osim djela hrvatskih skladatelja, Simply Brass su se uspješno predstavili i svjetskom praizvedbom skladbe Balkanika, koju je baš za njih skladao i njima ju posvetio američki skladatelj Eric Ewazen.
Članovi kvinteta Simply Brass uspješno surađuju sa zagrebačkom Koncertnom direkcijom te uglednim domaćim i stranim glazbenicima kao što su Šimun Matišić, Mia Elezović, Radovan Cavallin, Allen Vizzutti, Jan Cober i James C. Lebens. Do danas su održali i mnogobrojne edukacijske koncerte u osnovnim školama diljem Hrvatske, potičući tako interes djece i mladih za limena puhačka glazbala. Od 2011. održavaju i svoj samostalni ciklus koncerata u Maloj dvorani KD Vatroslava Lisinskog.

## Diskografija
- CD Camminate – Cantus Records, CD 98898492102, 2010.[4]
- CD Brass Symposium – Aquarius Records, CD 611-17, 2017.[5]

## Vanjske poveznice
- Facebook: Simply Brass
- Discogs: Simply Brass
- YouTube: Simply Brass Quintet